# Aşağıbayındır, Nizip
Aşağıbayındır là một xã thuộc huyện Nizip, tỉnh Gaziantep, Thổ Nhĩ Kỳ. Dân số thời điểm năm 2011 là 330 người.